# Eduarda Brasil (EP)
Eduarda Brasil é o primeiro EP da cantora Eduarda Brasil, lançado em 1º de junho de 2018 pela gravadora Universal Music International Ltda, com quatro músicas, tendo como carro chefe a música Amiga que Presta com a participação da cantora manuara Márcia Fellipe. Outras músicas do disco são: Verdadeiro Amor (um dos maiores hits da banda paraibana Magníficos); O Teu Tempo Já Passou (que já integrou ao repertório de suas então técnicas no The Voice Kids, Simone & Simaria); e Fiz Parte do Teu Jogo.

## Faixas do disco
1. "Amiga que Presta"  (Eduarda Brasil, Márcia Fellipe)
2. "O Teu Tempo Já Passou"  (Eduarda Brasil)
3. "Fiz Parte do Teu Jogo"  (Eduarda Brasil)
4. "Verdadeiro Amor"  (Eduarda Brasil)